# Antonomasia
La antonomasia (griego clásico ἀντονομασία [antonomasía] < ἀντονομάζειν [antonomádzein] «nombrar diferente» < ἀντί [antí] «en lugar de», «en contra de» + ὀνομασία [onomasía] «nombrar») es una sinécdoque que consiste en poner el apelativo por el propio o viceversa. Es una forma particular de la metonimia.
La locución adverbial «por antonomasia», según el DRAE, significa que a determinado sustantivo le conviene el calificativo más usual con que se le conoce, por ser el más famoso o paradigmático de los de su clase. Ejemplos: «La anticonceptiva es la píldora por antonomasia" o "la demanda es el acto de iniciación procesal por antonomasia».
La antonomasia se basa en los tropos de un título, basándome en el lenguaje coloquial conocido como "apodos".

## En retórica
En retórica, antonomasia es la sustitución de un nombre propio por una expresión, tal como Roma por «la Ciudad Eterna». El proceso inverso, también es a veces nombrado antonomasia. Mediante el uso del recurso de estilo conocido como antonomasia, se utiliza un atributo característico —aunque generalmente no es privativo— de una entidad individual, para poder particularizarla. Ese atributo asume entonces la función de nombre propio y, de hecho, a veces sustituye al nombre original.
Un ejemplo muy frecuente de antonomasia durante la Edad Media y en los inicios del Renacimiento fue el uso del término «el Filósofo» para referirse a Aristóteles. Un ejemplo más reciente que el anterior del uso de arquetipos fue cómo los periodistas estadounidenses en los años treinta llamaban «solones» a los legisladores, en honor al legendario Solón, legislador de Atenas.
De igual manera, la antonomasia funciona en la dirección contraria, utilizando el nombre propio de personas o entidades individuales como generalización de atributos comunes por los cuales aquellas eran conocidas, y actuando así en funciones de nombre común. Por ejemplo, de un dictador sanguinario como Pol Pot, podría decirse que es «un Hitler». A este subtipo de antonomasia se la conoce con el nombre de «antonomasia vossiana», por haber sido establecida modernamente por Gérard Jean Vossius (o Gerhard Jan Voss).
Las antonomasias, a pesar de ser sustantivos comunes, en ocasiones se escriben con mayúsculas, debido a que funcionan como nombres propios.
En el lenguaje periodístico actual es muy común acudir a un uso abundante de expresiones antonomásticas y clichés, siendo ésta una notable característica distintiva de ese registro del lenguaje. La generación mediática de antonomásticos es constante y difundida tanto por medios escritos como audiovisuales.
Por su uso común, el término «por antonomasia» ha llegado a reemplazar muchas veces, sobre todo en algunos idiomas (como en el caso del italiano, aunque también en castellano) el significado de «par excellence», o «por excelencia» en español.
Siendo lugares comunes del habla, los antonomásticos vienen dados por la cultura nacional de los distintos países, su mundo periodístico, su tradición literaria, etc. Sin embargo existen antonomásticos que son ampliamente compartidos internacionalmente, especialmente en el lenguaje escrito. Por ejemplo, «Ciudad Luz» para referirse a París.